# Борко Лазески
Борко Лазески (на македонска литературна норма: Борко Лазески) е виден югославски художник.

## Биография
Роден е в 1917 година в Прилеп, тогава окупиран от България по време на Първата световна война. Следва в България и Сърбия. Лазески е сред доайените на Дружеството на художниците на Македония в Скопие. Умира в 1993 година в Скопие.

## Творчество
Лазески е първият посткубист в Република Македония. Централно място в творчеството му заемат сцени от комунистическата съпротива във Вардарска Македония. Изработва серия монументални стенописи, от които повечето са създадени за обществени институции.